# Capitis deminutio
A római jogban a capitis deminutio (latin) a polgári jogképességben előállott minden változás. A polgári jogképesség három feltételhez, három állapotnak (status) fennforgásához volt kötve: szabadság (status libertatis); római polgárság (status civitatis); családi állapot (status familie v. hominis.) A három állapotnak birtoka a caput, az azokban beálló változás a capitis deminutio, amely során a régi caput megszűnt és helyette új keletkezett, kivéve ha a szabadság állapota szűnt meg, hiszen akkor a személy minden jogát elvesztette.
A caputban beálló változás szerint három részre osztható: capitis deminutio maxima (legnagyobb); capitis deminutio media (közép); capitis deminutio minima (legkisebb). Az első akkor állt be, amikor a személy rabszolgává vált, és így elvesztette a szabadságát és caputját. Mivel a rabszolgák nem rendelkezhettek vagyonnal, a capitis deminutio maximát elszenvedő személy minden vagyonát elvesztette, és azt az kapta meg, aki a beállt változást előidézte nála. A rabszolgává vált személynek azonban kötelességei (például tartozásai) is megszűntek ilyen módon. Ez a merev civiljogi szabályozás azonban komoly károkat okozott a hitelezőknek, így később a praetor jogsegélyt adott nekik azok ellen, akikre az adós vagyona szállt, így adott esetben az állammal szemben is. A capitis deminutio maxima a hadifogságba esett római katonákra is vonatkozott, akik fogságuk ideje alatt rabszolgának minősültek, ám visszatérésük után visszakapták jogaikat. Ez a caputban végbemenő változás magában foglalta a másik kettő változást is, hiszen a szabadság elvesztésével megszűnt a polgárjog és a családi állapot is.
A capitis deminutio media a római polgárjognak az elvesztését jelentette, amelynek során a római polgár idegenné (peregrinus) lett. Ez akkor történt meg, ha egy római polgár külföldre vándorolt vagy száműzték. A capitis deminutio minima az addig bírt családi állapotnak elvesztését vonta maga után, amely az agnatióból való kiválást jelentette. Ez akkor történt meg, ha az önjogú személy örökbefogadás révén vagy az önjogú nő manusos házasság miatt más családfő hatalma alá került; családfői hatalom alatt álló személy más családfő hatalma alá került; a hatalom alatt álló személy emantipatio útján önjogúvá vált. Ez volt tehát a capitis deminutio egyetlen olyan esete, ahol a caput nem feltétlenül csökkent, hanem változatlan maradt vagy akár pozitív irányba is változhatott.
A modern jogokban, melyekben minden ember személy és jogalany, és amelyekben nincs különbség szabadok és nem szabadok között, a három status és az azzal összefüggő capitis deminutio elmélete csak történelmi jelentőséggel bír.